# ناحیه ادامز، شهرستان مورگان، ایندیانا
ناحیه ادامز، بخش مورگان، ایندیانا (به انگلیسی: Adams Township, Morgan County, Indiana) در ایالات متحده آمریکا است که در ایندیانا واقع شده‌است.

## خصوصیات
ناحیه ادامز ۱٬۱۹۴ نفر جمعیت دارد و ۲۲۸ متر بالاتر از سطح دریا واقع شده‌است.